# 首藤瓜於
首藤 瓜於（しゅどう うりお、1956年 -）は、日本の推理作家。栃木県宇都宮市出身。

## 略歴
上智大学法学部卒業。会社勤務を経る。2000年、「脳男」で第46回江戸川乱歩賞を受賞。2008年、『指し手の顔 脳男II』が第29回吉川英治文学新人賞候補に選ばれる。
CASA（カーサ、現代美術振興協会）を主宰。事務局長として、「art-Link 上野-谷中」等のイベントを通じてモダンアートのプロデュースを行っている。

## 作品リスト

### 単著

#### 「脳男」シリーズ
- 脳男（2000年9月 講談社 / 2003年9月 講談社文庫 / 2021年4月 講談社文庫【新装版】）
- 指し手の顔 脳男II（2007年11月 講談社【上・下】 / 2010年11月 講談社文庫【上・下】）
- ブックキーパー 脳男（2021年4月 講談社 / 2023年8月 講談社文庫【上・下】）

#### その他の作品
- 事故係 生稲昇太の多感（2002年3月 講談社 / 2005年3月 講談社文庫）
- 刑事の墓場（2006年4月 講談社 / 2009年4月 講談社文庫）
- 刑事のはらわた（2010年10月 講談社 / 2013年2月 講談社文庫） - 書き下ろし100冊の1作
- 大幽霊烏賊 名探偵 面鏡真澄（2012年6月 講談社 / 2015年6月 講談社文庫【上・下】）
- アガタ（2023年8月 講談社）

### アンソロジー
「」内が首藤瓜於の作品
- ザ・ベストミステリーズ 2001 推理小説年鑑（2001年6月 講談社）「事故係生稲昇太の多感」
  - 【分冊・改題】終日犯罪 ミステリー傑作選44（2004年6月 講談社文庫）
- ザ・ベストミステリーズ 2002 推理小説年鑑（2002年7月 講談社）「物証」
  - 【分冊・改題】トリック・ミュージアム ミステリー傑作選（2005年8月 講談社文庫）
- 乱歩賞作家 白の謎（2004年5月 講談社 / 2006年6月 講談社文庫）「放蕩息子の亀鑑（きかん）」

## 映像化作品

### 映画
- 脳男（2013年2月9日公開、配給：東宝、監督：瀧本智行、主演：生田斗真）[5]